# Tursas (fartyg)
Ej att förväxla med gränsbevakningsväsendets havspatrullfartyg Tursas (fartyg, 1986).

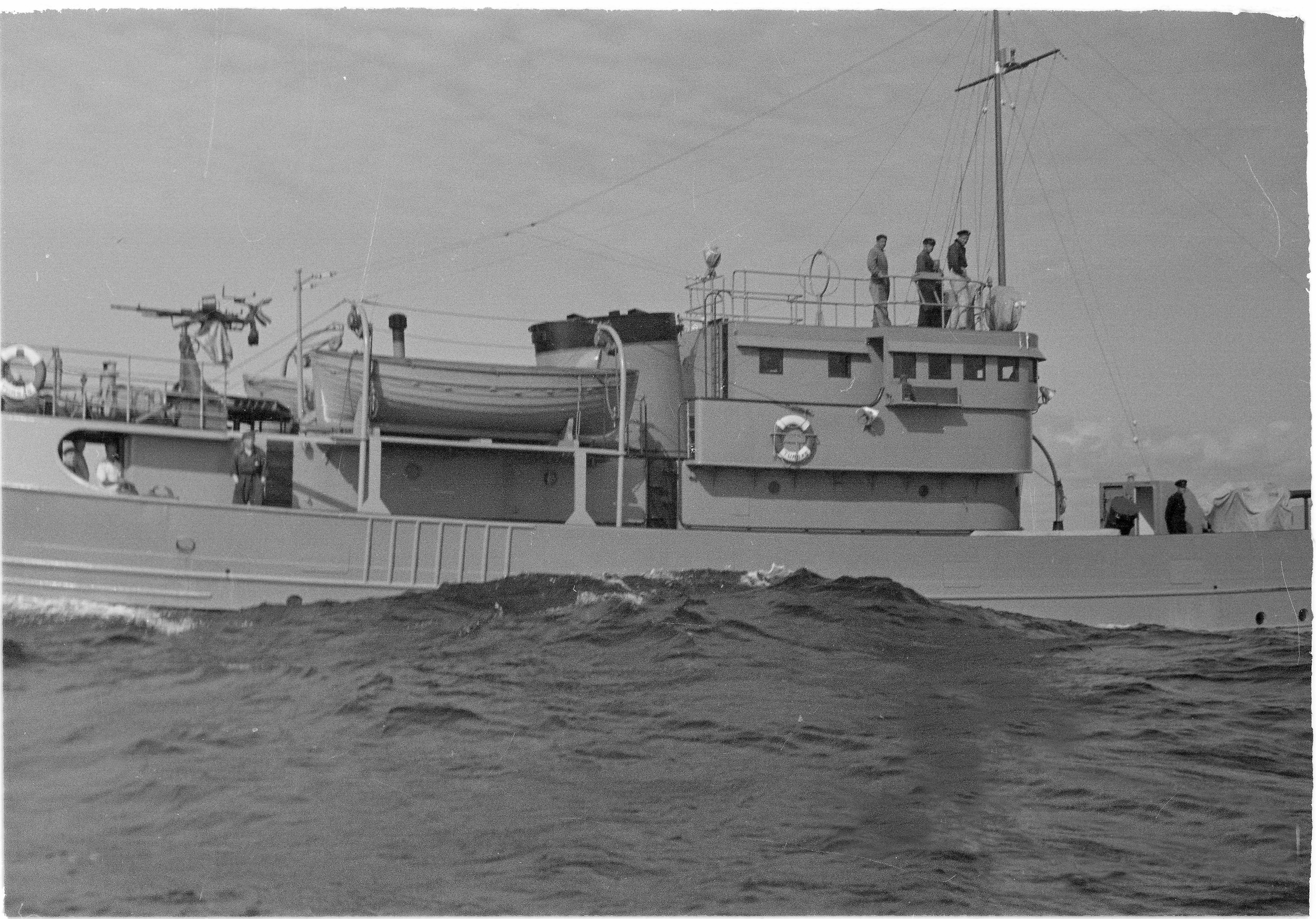
Tursas eskorterar en konvoj utanför Kobba Klintar 1942

Tursas var en finländsk kanonbåt som tjänstgjorde under andra världskriget. Fartyget var tidigare ett belgiskt fiskefartyg.

## Fartyg av klassen
- Tursas
- Uisko